# Landschaftsplan
Ein Landschaftsplan ist das Instrument der Landschaftsplanung auf der Ebene der Städte und Gemeinden in Deutschland. Seine Aufgabe ist es, orientiert an den Zielen und Grundsätzen des Naturschutzes und der Landschaftspflege (§ 1 und § 2 BNatSchG) die konkreten räumlichen und inhaltlichen Erfordernisse und die daraus abzuleitenden Maßnahmen darzustellen und somit einen Handlungsrahmen für die beabsichtigte Siedlungsentwicklung, die unbebaute Feldflur sowie die Wald- und Naturschutzflächen zu geben. Landschaftspläne sind im Sinne des Gegenstromprinzips zugleich flächengenaue Konkretisierung von Landschaftsrahmenplänen und Grundlage für deren Erstellung.
Er wird für das gesamte Gemeindegebiet aufgestellt und ist die ökologische Grundlage für die Bauleitplanung, speziell die Flächennutzungsplanung. Der Landschaftsplan überspannt dabei einen Zeitraum von 10 bis 15 Jahren und wird der jeweiligen aktuellen Entwicklung angepasst und fortgeschrieben.
Im § 11 des Bundesnaturschutzgesetzes wird der Landschaftsplan rechtlich festgelegt.

## Inhalt
Ein Landschaftsplan beinhaltet üblicherweise:
- Zielsetzungen für Freiflächen in den Ortslagen (z. B. Zweckbestimmungen für Brachflächen)
- Ausdehnung und Grenzen der Siedlungstätigkeit
- Entwicklungsziele für Natur und Landschaft (z. B. Vorschläge für Ausgleichsflächen, Wanderwege, Bepflanzungsmaßnahmen)
- besonders erhaltenswerte Teile von Natur und Landschaft (z. B. Vorrangflächen für Naturschutz)
- besondere Festsetzungen für forstliche Nutzungen (z. B. Wiederaufforstungsflächen)